# Stara Moșceanîțea, Zdolbuniv
Stara Moșceanîțea (în ucraineană Стара Мощаниця) este localitatea de reședință a comunei Stara Moșceanîțea din raionul Zdolbuniv, regiunea Rivne, Ucraina.

## Demografie
Componența lingvistică a localității Stara Moșceanîțea
     Ucraineană (99,51%)
     Alte limbi (0,49%)
Conform recensământului din 2001, majoritatea populației localității Stara Moșceanîțea era vorbitoare de ucraineană (99,51%), existând în minoritate și vorbitori de alte limbi.